# 滕珀爾霍夫

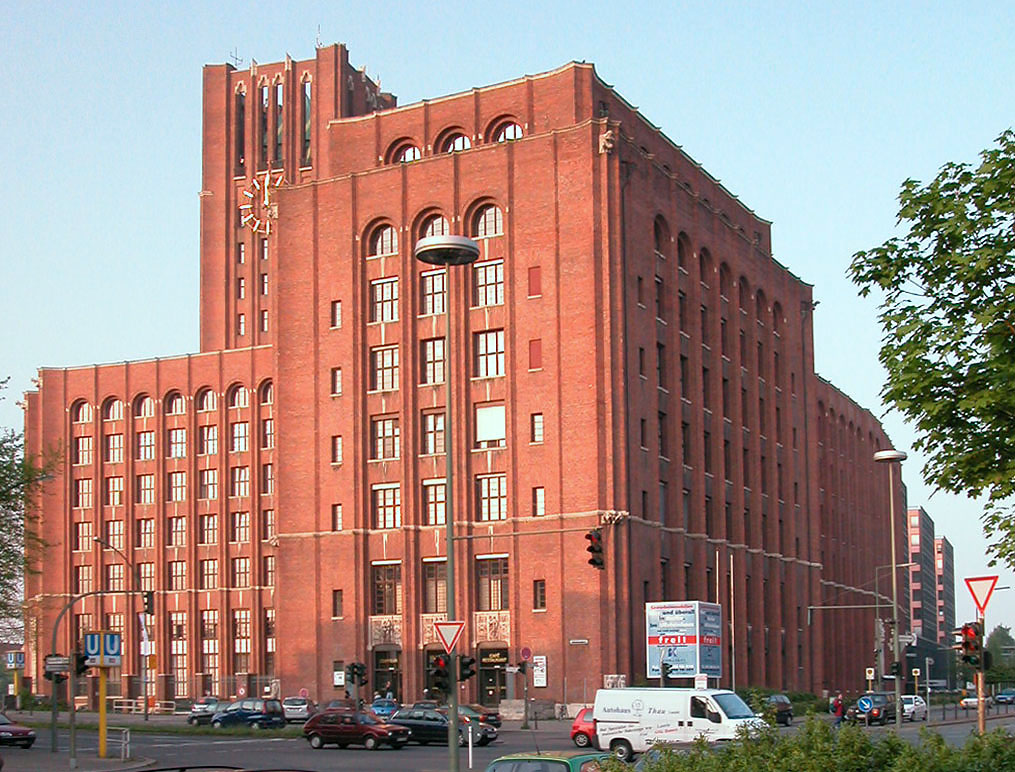
滕珀爾霍夫

滕珀爾霍夫（德語：Tempelhof，德語：[ˈtɛmpl̩hoːf] ⓘ）是德國柏林滕珀尔霍夫-舍讷贝格区的一个下属區。這裡是世界最初的商業機場之一柏林-滕珀爾霍夫機場的所在地。滕珀爾霍夫位於柏林市區的中南部，在2001年柏林行政區劃改革之前，滕珀爾霍夫为柏林的区之一，后与舍讷贝格合并为滕珀尔霍夫-舍讷贝格区。

## 友好城市
- 法國 沙朗通勒蓬

## 外部連結
- 维基共享资源上的相關多媒體資源：Tempelhof